# Rzeka dzieciństwa
Rzeka dzieciństwa – czwarty studyjny album zespołu reggae Maleo Reggae Rockers wydany 1 lipca 2011 przez Universal Music Polska. Nagrania dotarły do 19. miejsca zestawienia OLiS.  
Płyta zawiera autorskie wersje piosenek m.in. Czesława Niemena, Marka Grechuty, Tadeusza Nalepy czy Seweryna Krajewskiego w wersji reggae oraz Etiudę Rewolucyjną w wersji dub. Na płycie gościnnie występują Wilku, Gutek, Lilu, Ras Luta i 52.
W 2012 roku wydawnictwo uzyskało nominację do nagrody polskiego przemysłu fonograficznego Fryderyka w kategoriach Album roku hip-hop/reggae/R&B.

## Lista utworów
1. Pomaluj moje sny
2. Płoną góry, płoną lasy
3. Pod Papugami (feat. Lilu)
4. Rzeka dzieciństwa (feat. Ras Luta)
5. Jednego serca
6. Korowód (feat. Gutek)
7. Kiedy byłem małym chłopcem (feat. Wilku)
8. Zegarmistrz światła
9. Gdybym był wichrem
10. Strzeż się tych miejsc (feat. Pięć Dwa)
11. Etiuda rewolucyjna dub